# Адміністративний устрій Шахтарського району
Адміністративний устрій Шахтарського району — адміністративно-територіальний поділ Шахтарського району Донецької області на 13 сільських рад, які об'єднують 54 населені пункти та підпорядковані Шахтарській районній раді. Адміністративний центр — місто Шахтарськ.

## Список радШахтарського району
| №  | Назва                           | Центр              | Населені пункти | Площа км² | Місце за площею | Населення (2001), чол. | Місце за населенням |
| -- | ------------------------------- | ------------------ | --- | --------- | --------------- | ---------------------- | ------------------- |
| 1  | Великошишівська сільська рада   | с. Велика Шишівка  | с. Велика Шишівка с. Тернове с. Шапошникове                                                                              |           |                 |                        |                     |
| 2  | Грабівська сільська рада        | с. Грабове         | с. Грабове с-ще Балочне с. Рівне                                                                                         |           |                 |                        |                     |
| 3  | Дмитрівська сільська рада       | с. Дмитрівка       | с. Дмитрівка с. Верхній Кут с. Дібрівка с. Зрубне с-ще Кожевня с. Латишеве с. Передерієве с. Розсипне с. Чугуно-Крепинка |           |                 |                        |                     |
| 4  | Золотарівська сільська рада     | с. Золотарівка     | с. Золотарівка с. Дубівка с. Новомиколаївка с. Новопелагіївка                                                            |           |                 |                        |                     |
| 5  | Малоорлівська сільська рада     | с. Малоорлівка     | с. Малоорлівка с. Комишатка с. Новоорлівка с-ще Славне с. Шевченко                                                       |           |                 |                        |                     |
| 6  | Мануйлівська сільська рада      | с. Мануйлівка      | с. Мануйлівка с. Петрівське                                                                                              |           |                 |                        |                     |
| 7  | Нікішинська сільська рада       | с. Нікішине        | с. Нікішине с. Веселе с. Круглик с-ще Кумшацьке с-ще Рідкодуб                                                            |           |                 |                        |                     |
| 8  | Орлово-Іванівська сільська рада | с. Орлово-Іванівка | с. Орлово-Іванівка с. Михайлівка с-ще Степне                                                                             |           |                 |                        |                     |
| 9  | Петропавлівська сільська рада   | с. Петропавлівка   | с. Петропавлівка с. Красний Луч с-ще Польове с. Стіжкове                                                                 |           |                 |                        |                     |
| 10 | Розівська сільська рада         | с. Розівка         | с. Розівка с. Шевченко                                                                                                   |           |                 |                        |                     |
| 11 | Розсипненська сільська рада     | с. Розсипне        | с. Розсипне с. Димитрова с. Стрюкове с. Тимофіївка                                                                       |           |                 |                        |                     |
| 12 | Садівська сільська рада         | с-ще Садове        | с-ще Садове с-ще Зарощенське с-ще Захарченко с-ще Зачатівка с-ще Молодецьке                                              |           |                 |                        |                     |
| 13 | Степанівська сільська рада      | с. Степанівка      | с. Степанівка с. Маринівка с. Саурівка с. Тарани с. Червона Зоря                                                         |           |                 |                        |                     |

10-11 серпня 2014 Степанівка була повністю знищена масованим вогнем з території Росії російськими батареями РСЗВ Град 